# مارتن فان هيمسكيرك
مارتن فان هيمسكيرك (بالهولندية: Maarten van Heemskerck) وهو رسام ديني هولندي ولد في يوم 1 يونيو 1498 في بلدة هيمسكيرك في هولندا، عمل في هارلم وقد تتلمذ على يد يان فان سكورل وتعلم الرسم الإيطالي وقد قضى من حياته حوالي 6 سنوات في إيطاليا وقد تعلم هناك العمارة والتصميم النقش ومن أشهر لوحاته هي عجائب الدنيا وتوفي في يوم 1 أكتوبر 1574 في هارلم.

## روابط خارجية
- مارتن فان هيمسكيرك على موقع الموسوعة البريطانية (الإنجليزية)
- مارتن فان هيمسكيرك على موقع ديسكوغز (الإنجليزية)